# Maunabuthuk
Maunabuthuk (nep. मौंनाबुधुक) – gaun wikas samiti we wschodniej części Nepalu w strefie Kośi w dystrykcie Dhankuta. Według nepalskiego spisu powszechnego z 2001 roku liczył on 507 gospodarstw domowych i 2585 mieszkańców (1402 kobiet i 1183 mężczyzn).